# Земля Королеви Мод
Земля Королеви Мод — частина території Антарктиди між 20° західної довготи і 45° східної довготи, між заявленою Британською антарктичною територією на заході та аналогічно заявленою Австралійською антарктичною територією на сході, площею 2,7 млн км². Оголошена Норвегією як залежна територія 12 червня 2015 року.
В 1939—1945 роках на цьому терені розташовувалась німецька колонія Нова Швабія.
Більша частина території покрита Антарктичним льодовиковим щитом. У деяких районах, що знаходяться в межах льодовикового покриву, гірські масиви виходять на поверхню через лід, що дозволяє птахам розмножуватися і рости обмеженій кількості рослин. Терен має поділ: Берег Принцеси Марти, Берег Принцеси Астрід, Берег Принцеси Рагнхілль, Берег Принца Гаральда та Берег Принца Олафа. Акваторія що омиває узбережжя має назву море Короля Хокона VII.
Омивається на півночі морями Лазарєва, Рісер-Ларсена і Космонавтів. Включає Берег Принцеси Марти, Берег Принцеси Астрід, Берег Принцеси Рагнхілль, Берег Принца Гаральда, Берег Принца Улафа, Гірський масив Вольтат, Російські гори, гори Бельжика, оаза Ширмахера, шельфові льодовики  Фімбул, Рісер-Ларсена.
Відкрита в 1930 році експедицією Рісер-Ларсена. Названа на честь норвезької королеви Мод Уельська.
Льодовиковий покрив товщиною понад 3500 метрів. У прибережній смузі — окремі гірські вершини, що височіють над сніговою поверхнею.

## Географія
На узбережжі немає вільної від льоду землі; берег складається з 20-до 30-метрової стіни льоду на всьому узбережжі. Таким чином, можна висадитися з корабля лише в декількох місцях. Від 150 до 200 км від узбережжя, гірські масиви виходять на поверхню через лід, при середній висоті близько 2000 метрів над рівнем моря, це гори: Мюліг-Гофман, Гаймефронт, Орвін, Вольтат, Сер-Рондане.
У підмурів'ї землі королеви Мод переважає докембрійський гнейс, утворений 1 — 1.2 млрд років тому, до створення суперконтиненту Гондвана. Гори складаються переважно з кристалічних і гранітних порід, утворених 500—600 млн років тому під час Панафриканського орогенезу та утворення Гондвани. У найзахідніших теренах зустрічаються молодші осадові та вулканічні породи. Дослідження товщини льоду показали, що без льоду узбережжя буде схожим на узбережжя Норвегії та Гренландії з глибокими фіордами та островами.

## Наукові станції
- Васа
- Абоа
- Ноймайер[en]
- Кенен
- САНАЕ IV
- Новолазарєвська
- Троль
- Тор
- Майтрі
- Принцеса Елізабет
- Сьова
- Купол Фудзі